# Vela als Jocs Olímpics d'estiu de 1960
Als Jocs Olímpics d'Estiu de 1960 celebrats a la ciutat de Roma (Itàlia) es disputaren cinc proves de vela. La competició se celebrà entre els dies 29 d'agost i el 7 de setembre de 1960 a la costa de la ciutat de Nàpols.
Hi participaren un total de 289 regatistes, entre ells una única dona, de 46 comitès nacionals diferents.

## Resum de medalles
| Prova                          | Or                                                                          | Argent                                                                | Bronze                                                                    |
| 5.5 metres Detalls             | Estats Units · MinotaurGeorge O'Day · James Hunt · David Smith              | Dinamarca · Web IIWilliam Berntsen · Søren Hancke · Steen Christensen | Suïssa · Ballerina IVHenri Copponex · Manfred Metzger · Pierre Girard     |
| Dragon Detalls                 | Grècia · NirefsConstantí de Grècia · Odysseas Eskitzoglou · Georgios Zaimis | Argentina · TangoJorge Salas · Héctor Calegaris · Jorge del Río       | Itàlia · VeniliaAntonio Cosentino · Antonio Ciciliano · Giulio De Stefano |
| Classe Flying Dutchman Detalls | Noruega · SirenePeder Lunde · Bjørn Bergvall                                | Dinamarca · SkumHans Fogh · Ole Erik Petersen                         | Alemanya · Macky VIRolf Mulka · Ingo von Bredow                           |
| Classe Finn Detalls            | Paul Bert Elvstrøm                                                          | Aleksander Tšutšelov                                                  | André Nelis                                                               |
| Classe Star Detalls            | Unió Soviètica · TornadoTimir Pinegin · Fyodor Shutkov                      | Portugal · Ma LindoMário Gentil · José Gentil                         | Estats Units · Shrew IIWilliam Parks · Robert Halperin                    |

## Medaller
| Posició | País           | Or | Argent | Bronze | Total |
| 1       | Dinamarca      | 1  | 2      | 0      | 3     |
| 2       | Unió Soviètica | 1  | 1      | 0      | 2     |
| 3       | Estats Units   | 1  | 0      | 1      | 2     |
| 4       | Grècia         | 1  | 0      | 0      | 1     |
| 4       | Noruega        | 1  | 0      | 0      | 1     |
| 6       | Argentina      | 0  | 1      | 0      | 1     |
| 6       | Portugal       | 0  | 1      | 0      | 1     |
| 8       | Alemanya       | 0  | 0      | 1      | 1     |
| 8       | Bèlgica        | 0  | 0      | 1      | 1     |
| 8       | Itàlia         | 0  | 0      | 1      | 1     |
| 8       | Suïssa         | 0  | 0      | 1      | 1     |